# Liste der Mühlen im Landkreis Jerichower Land

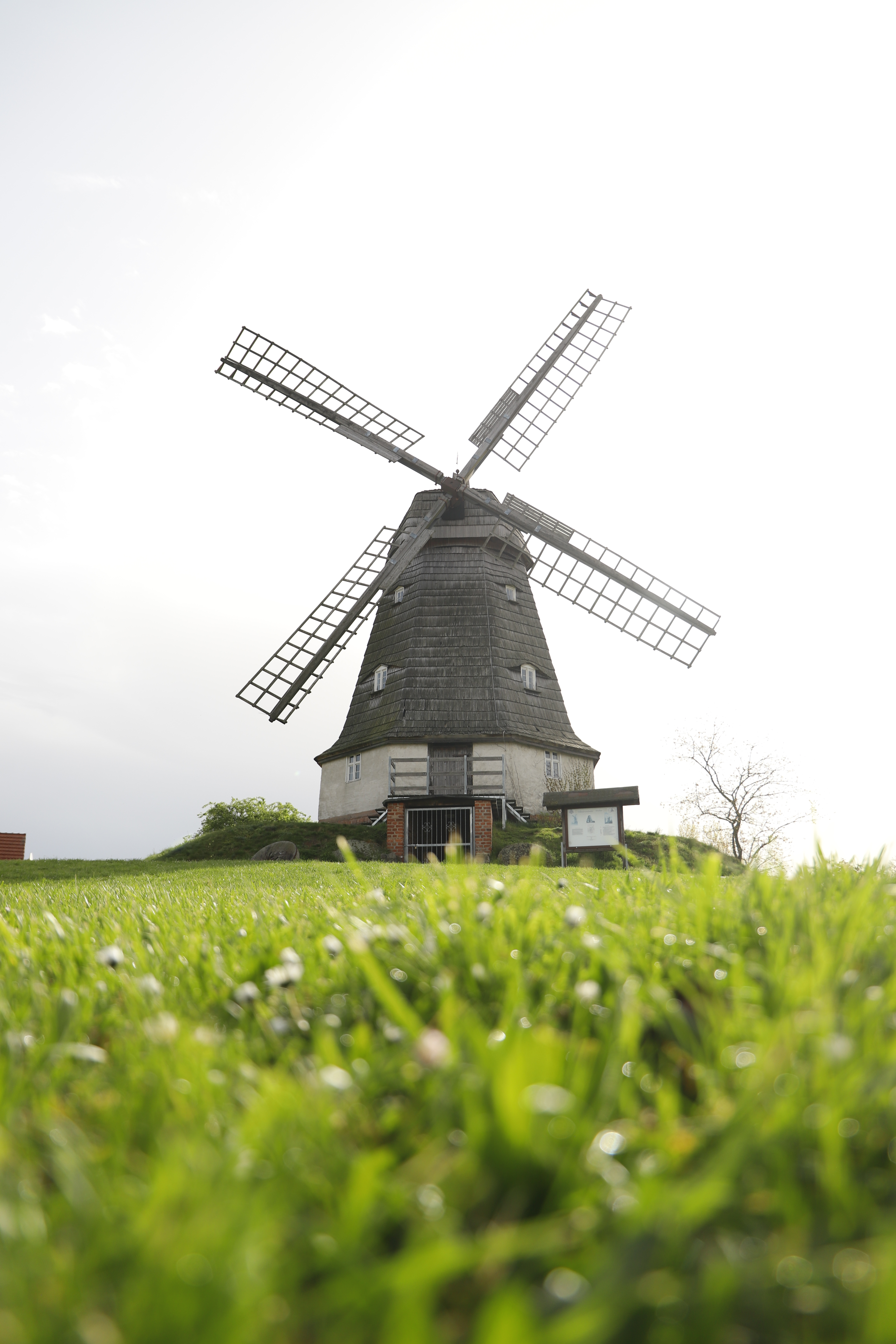
Holländerwindmühle Jerichow

Diese Liste enthält alle erhaltenen, sowie die bekannten abgebrochenen Mühlengebäude im Landkreis Jerichower Land in Sachsen-Anhalt.
Insgesamt lassen sich nach aktuellem Stand (16. Dezember 2024) genau 182 Wasser- und Windmühlen im Landkreis nachweisen.
Im Jahre 1785 zählte man im Jerichower Land über 200 Mühlen.

Auf alten Karten des Landkreises werden die Mühlengebäude auf diese Weise verzeichnet und sind daher auch hier wie folgt gekennzeichnet:

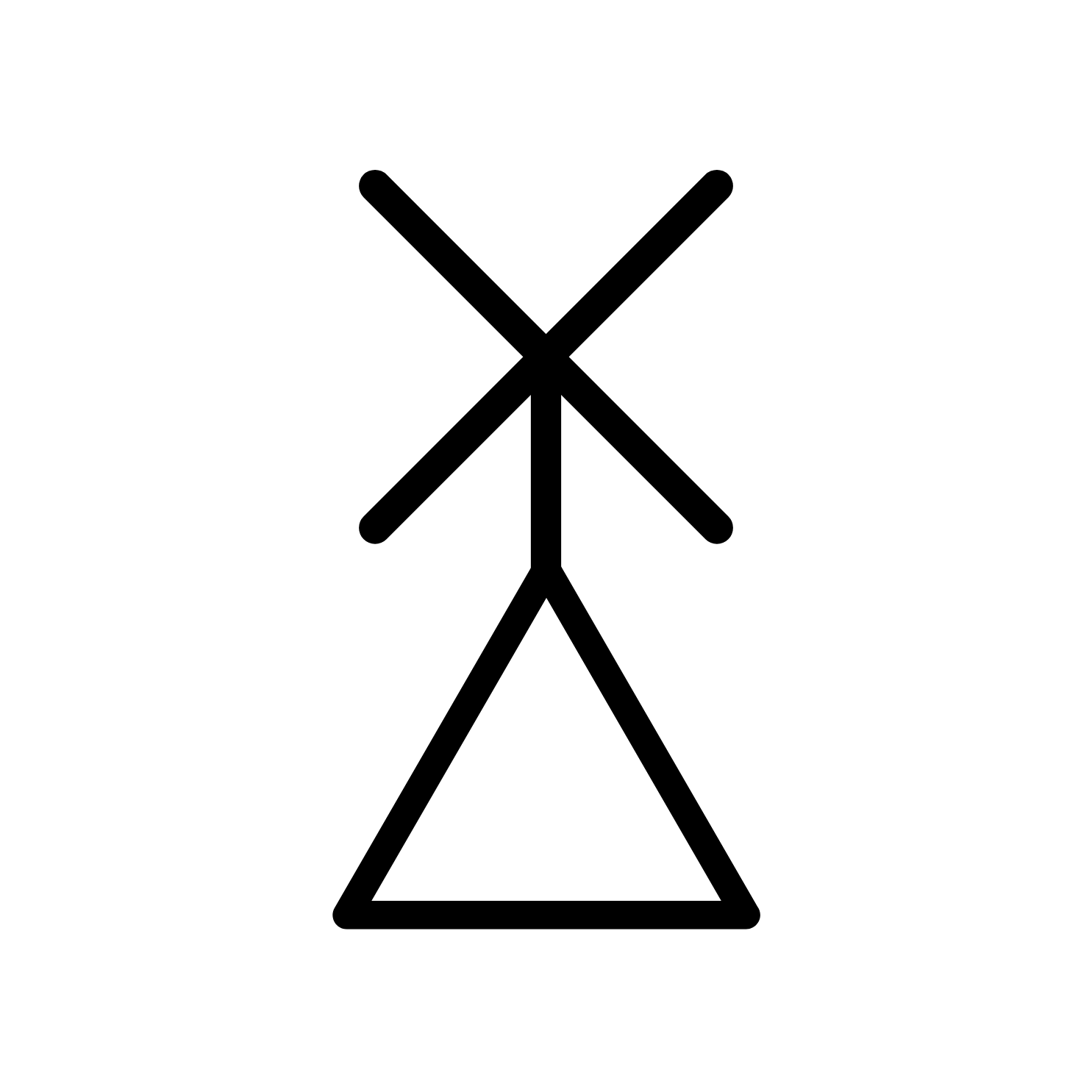
Bockwindmühle
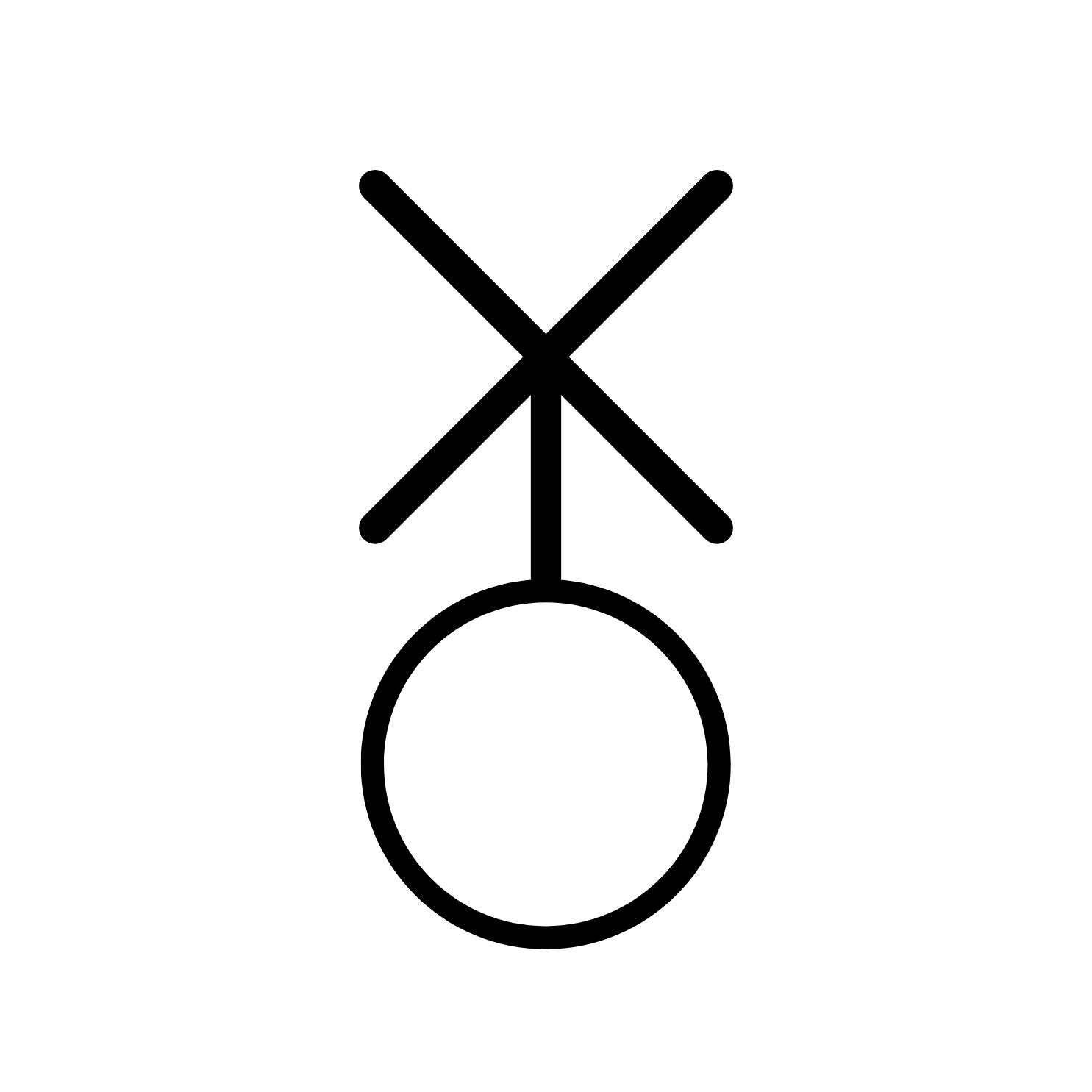
Holländerwindmühle
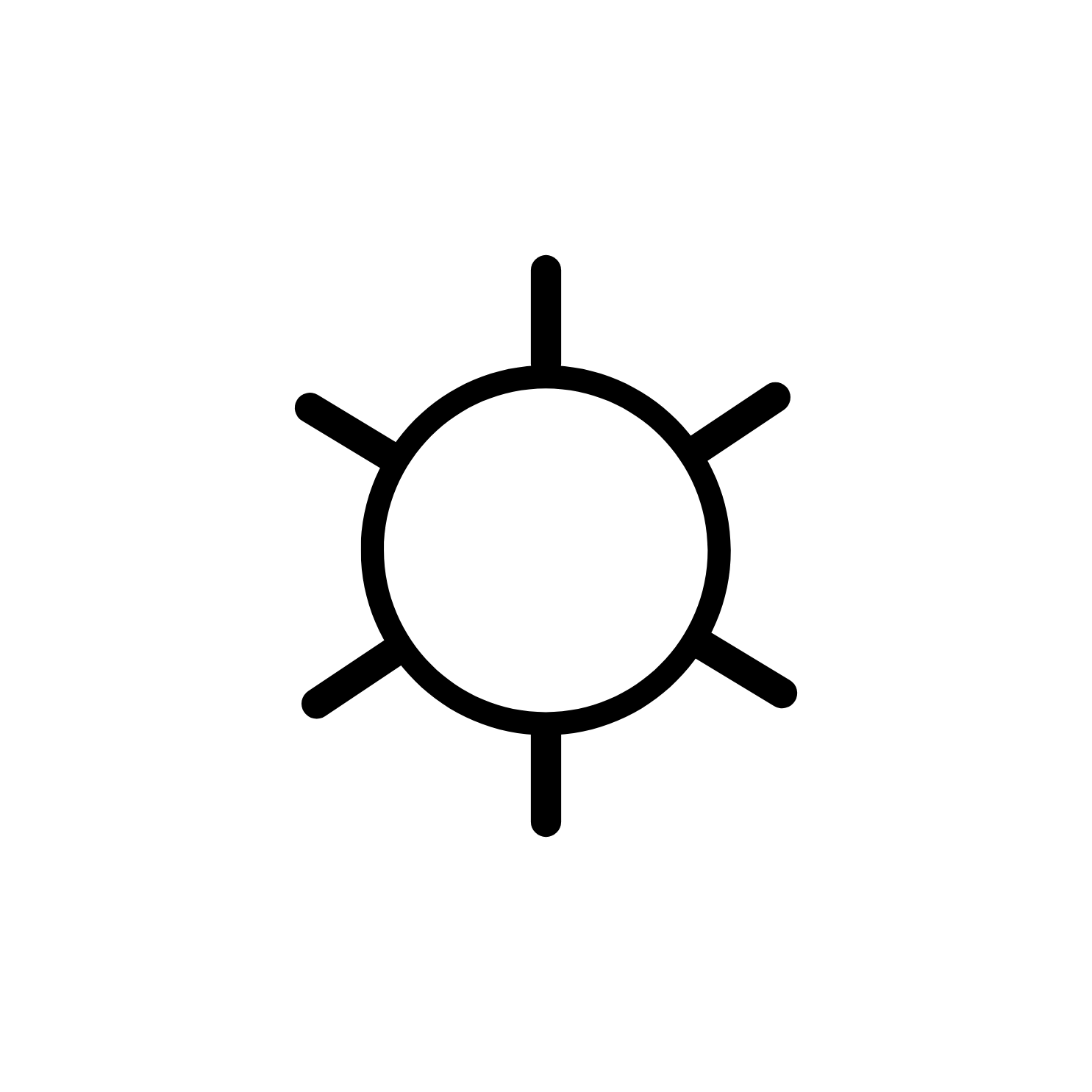
Wassermühle
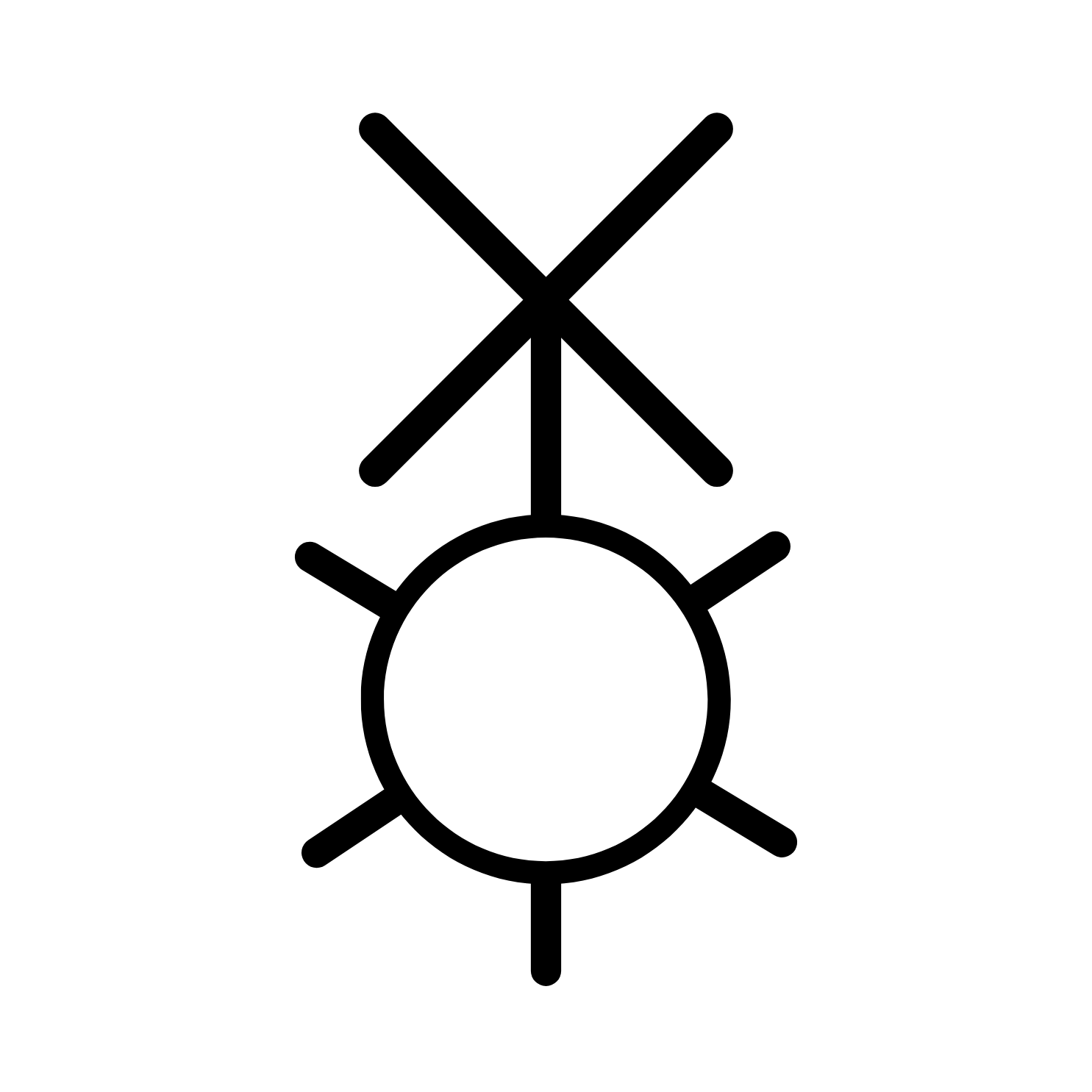
Entwässerungsmühle

## Liste der erhaltenen Windmühlen
In der Liste der erhaltenen Windmühlen finden sich 13 Mühlen.
| Bockwindmühlen      | 3 |
| Paltrockwindmühlen  | 1 |
| Holländerwindmühlen | 9 |

| Bild | Name der Mühle                        | Name der Mühle                        | Typ                                                          | Typ | Zustand                              | Ortschaft    | Gemeinde   | Koordinaten                      |
| ---- | ------------------------------------- | ------------------------------------- | ------------------------------------------------------------ | --- | ------------------------------------ | ------------ | ---------- | -------------------------------- |
|      | Bockwindmühle Hohenwarthe             | Bockwindmühle Hohenwarthe             | Bockwindmühle                                                |     | weitgehend erhalten, erneuert        | Hohenwarthe  | Möser      |                                  |
|      | Bockwindmühle Parchen                 | Bockwindmühle Parchen                 | Bockwindmühle                                                |     | weitgehend erhalten, erneuert        | Parchen      | Genthin    | 52° 20′ 54,2″ N, 12° 4′ 20,4″ O  |
|      | Holländerwindmühle Büden              | Holländerwindmühle Büden              | Holländerwindmühle                                           |     | Ruine                                | Büden        | Möckern    |                                  |
|      | Holländerwindmühle Ferchland          | Holländerwindmühle Ferchland          | Holländerwindmühle                                           |     | Ruine                                | Ferchland    | Elbe-Parey |                                  |
|      | Holländerwindmühle Güsen              | Holländerwindmühle Güsen              | Holländerwindmühle                                           |     | restauriert und zu Wohnhaus umgebaut | Güsen        | Elbe-Parey | 52° 21′ 17,1″ N, 11° 59′ 12,1″ O |
|      | Holländerwindmühle Jerichow           | Holländerwindmühle Jerichow           | Holländerwindmühle                                           |     | weitgehend erhalten, erneuert        | Jerichow     | Jerichow   |                                  |
|      | Holländerwindmühle Leitzkau           | Holländerwindmühle Leitzkau           | Holländerwindmühle                                           |     | weitgehend erhalten, erneuert        | Leitzkau     | Gommern    | 52° 3′ 15,7″ N, 11° 57′ 42,6″ O  |
|      | Holländerwindmühle Möckern            | Holländerwindmühle Möckern            | Holländerwindmühle                                           |     | restauriert und zu Wohnhaus umgebaut | Möckern      | Möckern    | 52° 8′ 41,7″ N, 11° 56′ 48,9″ O  |
|      | Holländerwindmühle Wallwitz           | Holländerwindmühle Wallwitz           | Holländerwindmühle                                           |     | weitgehend erhalten, erneuert        | Wallwitz     | Möckern    |                                  |
|      | Kageler Mühle                         | Kageler Mühle                         | Bockwindmühle                                                |     | weitgehend erhalten, erneuert        | Mützel       | Genthin    |                                  |
|      | Karnbachs Mühle                       | Karnbachs Mühle                       | Holländerwindmühle                                           |     | restauriert und zu Wohnhaus umgebaut | Grätz        | Möckern    |                                  |
|      | Zichorienturm oder Pieschelsche Mühle | Zichorienturm oder Pieschelsche Mühle | Mühlturm der Zichorienfabrik von Carl Friedrich von Pieschel |     | Ruine                                | Altenplathow | Genthin    | 52° 24′ 46,2″ N, 12° 8′ 41,6″ O  |
|      | Windmühle Parey                       | Windmühle Parey                       | Paltrockwindmühle                                            |     | weitgehend erhalten, erneuert        | Parey        | Elbe-Parey |                                  |

## Liste der bekannten abgetragenen Windmühlen
In der Liste finden sich 115 abgetragene Windmühlen. Davon sind 8 als Holländerwindmühlen und die restlichen 107 als Bockwindmühlen ausgewiesen.
Bei mehreren Gebäuden ohne bestimmbare Eigennamen wurden die Mühlen nach der Ortschaft benannt, in der sie sich befinden und von West nach Ost nummeriert.
| Name der Mühle              | Name der Mühle              | Typ                | Typ | Zustand    | Heutige Nutzung der Fläche                                 | Namensgebend                                                                            | Ortschaft            | Gemeinde                       | Koordinaten                      | Bild |
| --------------------------- | --------------------------- | ------------------ | --- | ---------- | ---------------------------------------------------------- | --------------------------------------------------------------------------------------- | -------------------- | ------------------------------ | -------------------------------- | ---- |
| Holländerwindmühle Bergzow  | Holländerwindmühle Bergzow  | Holländerwindmühle |     | abgetragen | Brachfläche                                                | Straße wird als „Mühlenstraße“ bezeichnet.                                              | Bergzow              | Elbe-Parey                     | 52° 23′ 39,1″ N, 12° 3′ 30,5″ O  |      |
| Holländerwindmühle Berlin   | Holländerwindmühle Berlin   | Holländerwindmühle |     | abgetragen | Wohngebäude                                                |                                                                                         | Berlin               | Burg (bei Magdeburg)           | 52° 16′ 25,9″ N, 11° 53′ 7″ O    |      |
| Holländerwindmühle Burg     | Holländerwindmühle Burg     | Holländerwindmühle |     | abgetragen | Lebenshilfe                                                | Straße wird als „Holländerweg“ bezeichnet. Straße wird als „Am Holländer“ bezeichnet.   | Burg (bei Magdeburg) | Burg (bei Magdeburg)           | 52° 16′ 51,1″ N, 11° 51′ 32,4″ O |      |
| Holländerwindmühle Genthin  | Holländerwindmühle Genthin  | Holländerwindmühle |     | abgetragen | Wohngebäude                                                |                                                                                         | Genthin              | Genthin                        | 52° 24′ 2,8″ N, 12° 9′ 44,3″ O   |      |
| Holländerwindmühle Karow    | Holländerwindmühle Karow    | Holländerwindmühle |     | abgetragen | Ackerfläche                                                |                                                                                         | Karow                | Jerichow                       | 52° 20′ 14″ N, 12° 16′ 28,3″ O   |      |
| Holländerwindmühle Ladeburg | Holländerwindmühle Ladeburg | Holländerwindmühle |     | abgetragen | Hof mit Wohngebäuden                                       | Erhebung (98 m) wird als „Mühlberg“ bezeichnet.                                         | Ladeburg             | Gommern                        | 52° 4′ 39″ N, 11° 56′ 7,4″ O     |      |
| Holländerwindmühle Loburg   | Holländerwindmühle Loburg   | Holländerwindmühle |     | abgetragen | Hof mit Wohngebäuden                                       |                                                                                         | Loburg               | Möckern                        | 52° 7′ 7,5″ N, 12° 5′ 47″ O      |      |
| Holländerwindmühle Parey    | Holländerwindmühle Parey    | Holländerwindmühle |     | abgetragen | Brachfläche                                                |                                                                                         | Parey                | Elbe-Parey                     | 52° 23′ 11,2″ N, 11° 59′ 25,6″ O |      |
| Klappermühle Woltersdorf    | Klappermühle Woltersdorf    | Bockwindmühle      |     | abgetragen |                                                            |                                                                                         | Woltersdorf          | Biederitz                      | 52° 8′ 31,4″ N, 11° 46′ 26,2″ O  |      |
| Mühlenkolk Gübs             | Mühlenkolk Gübs             | Bockwindmühle      |     | abgetragen | Hof mit Wirtschaftsgebäuden und die Reste eines Mühlteichs |                                                                                         | Büden                | Möckern                        | 52° 6′ 20,5″ N, 11° 43′ 37,1″ O  |      |
| Ockertschemühle             | Ockertschemühle             | Bockwindmühle      |     | abgetragen |                                                            |                                                                                         | Leitzkau             | Gommern                        | 52° 2′ 51″ N, 11° 57′ 2,5″ O     |      |
| Piehles Mühle               | Piehles Mühle               | Bockwindmühle      |     | abgetragen |                                                            |                                                                                         | Gommern              | Gommern                        | 52° 4′ 37,1″ N, 11° 51′ 1,3″ O   |      |
| Windmühle Altenklitsche     | Windmühle Altenklitsche     | Bockwindmühle      |     | abgetragen | Ackerfläche                                                |                                                                                         | Altenklitsche        | Jerichow                       | 52° 29′ 16,5″ N, 12° 11′ 41″ O   |      |
| Windmühle Altenplathow 1    | Windmühle Altenplathow 1    | Bockwindmühle      |     | abgetragen | Landwirtschaftlicher Betrieb                               |                                                                                         | Altenplathow         | Genthin                        | 52° 25′ 2,6″ N, 12° 6′ 53,4″ O   |      |
| Windmühle Altenplathow 2    | Windmühle Altenplathow 2    | Bockwindmühle      |     | abgetragen | Bauhalle                                                   | Straße wird als „Am Mühlenfeld“ bezeichnet.                                             | Altenplathow         | Genthin                        | 52° 24′ 51,7″ N, 12° 9′ 11,6″ O  |      |
| Windmühle Bergzow 1         | Windmühle Bergzow 1         | Bockwindmühle      |     | abgetragen | Brachfläche                                                | Straße wird als „Mühlenstraße“ bezeichnet.                                              | Bergzow              | Elbe-Parey                     | 52° 23′ 42,9″ N, 12° 3′ 27,1″ O  |      |
| Windmühle Bergzow 2         | Windmühle Bergzow 2         | Bockwindmühle      |     | abgetragen | Wohngebäude                                                | Straße wird als „Mühlenstraße“ bezeichnet.                                              | Bergzow              | Elbe-Parey                     | 52° 23′ 41,1″ N, 12° 3′ 34,7″ O  |      |
| Windmühle Biederitz 1       | Windmühle Biederitz 1       | Bockwindmühle      |     | abgetragen | Brachfläche                                                | Straße wird als „Mühlenstraße“ bezeichnet. Straße wird als „Zum Mühlenberg“ bezeichnet. | Biederitz            | Biederitz                      | 52° 10′ 0,6″ N, 11° 43′ 14,5″ O  |      |
| Windmühle Biederitz 2       | Windmühle Biederitz 2       | Bockwindmühle      |     | abgetragen | Wohngebäude                                                | Straße wird als „Mühlenstraße“ bezeichnet.                                              | Biederitz            | Biederitz                      | 52° 9′ 55,4″ N, 11° 43′ 22″ O    |      |
| Windmühle Brettin           | Windmühle Brettin           | Bockwindmühle      |     | abgetragen | Brachfläche                                                |                                                                                         | Brettin              | Jerichow                       | 52° 25′ 20″ N, 12° 10′ 36,3″ O   |      |
| Windmühle Burg 1            | Windmühle Burg 1            | Bockwindmühle      |     | abgetragen | Wohngebäude (August-Bebel-Straße 60)                       |                                                                                         | Burg (bei Magdeburg) | Burg (bei Magdeburg)           | 52° 16′ 6,4″ N, 11° 50′ 27,4″ O  |      |
| Windmühle Burg 2            | Windmühle Burg 2            | Bockwindmühle      |     | abgetragen | Brachfläche (Am Ring/Yorckstraße)                          |                                                                                         | Burg (bei Magdeburg) | Burg (bei Magdeburg)           | 52° 15′ 53,1″ N, 11° 50′ 33,6″ O |      |
| Windmühle Burg 3            | Windmühle Burg 3            | Bockwindmühle      |     | abgetragen | Wohngebäude (Gustav-Stollberg-Straße 33)                   |                                                                                         | Burg (bei Magdeburg) | Burg (bei Magdeburg)           | 52° 15′ 55,6″ N, 11° 50′ 37,8″ O |      |
| Windmühle Burg 4            | Windmühle Burg 4            | Bockwindmühle      |     | abgetragen | Brachfläche                                                |                                                                                         | Burg (bei Magdeburg) | Burg (bei Magdeburg)           | 52° 15′ 46,1″ N, 11° 50′ 48,9″ O |      |
| Windmühle Burg 5            | Windmühle Burg 5            | Bockwindmühle      |     | abgetragen | Wohngebäude (Magdeburger Chaußee 23)                       |                                                                                         | Burg (bei Magdeburg) | Burg (bei Magdeburg)           | 52° 15′ 59,5″ N, 11° 50′ 54,4″ O |      |
| Windmühle Burg 6            | Windmühle Burg 6            | Bockwindmühle      |     | abgetragen | Wohngebäude (Pietzpuhler Weg 1)                            |                                                                                         | Burg (bei Magdeburg) | Burg (bei Magdeburg)           | 52° 15′ 53,1″ N, 11° 50′ 54,9″ O |      |
| Windmühle Burg 7            | Windmühle Burg 7            | Bockwindmühle      |     | abgetragen | Kleingartenanlage                                          |                                                                                         | Burg (bei Magdeburg) | Burg (bei Magdeburg)           | 52° 15′ 50,5″ N, 11° 51′ 19,5″ O |      |
| Windmühle Burg 8            | Windmühle Burg 8            | Bockwindmühle      |     | abgetragen | Brachfläche (Feldmark-Bürgermark 7)                        |                                                                                         | Burg (bei Magdeburg) | Burg (bei Magdeburg)           | 52° 15′ 42,6″ N, 11° 51′ 22,6″ O |      |
| Windmühle Burg 9            | Windmühle Burg 9            | Bockwindmühle      |     | abgetragen | Blumen-Insel Burg                                          |                                                                                         | Burg (bei Magdeburg) | Burg (bei Magdeburg)           | 52° 15′ 55,6″ N, 11° 51′ 29,1″ O |      |
| Windmühle Burg 10           | Windmühle Burg 10           | Bockwindmühle      |     | abgetragen | Wohngebäude (Einsteinstraße 4)                             |                                                                                         | Burg (bei Magdeburg) | Burg (bei Magdeburg)           | 52° 15′ 52,4″ N, 11° 51′ 47,2″ O |      |
| Windmühle Burg 11           | Windmühle Burg 11           | Bockwindmühle      |     | abgetragen | Wohngebäude (Zerbster Chaußee 13A)                         |                                                                                         | Burg (bei Magdeburg) | Burg (bei Magdeburg)           | 52° 15′ 48,9″ N, 11° 51′ 49″ O   |      |
| Windmühle Burg 12           | Windmühle Burg 12           | Bockwindmühle      |     | abgetragen | Wohngebäude (Zerbster Chaußee 12)                          |                                                                                         | Burg (bei Magdeburg) | Burg (bei Magdeburg)           | 52° 15′ 45,8″ N, 11° 51′ 49,6″ O |      |
| Windmühle Burg 13           | Windmühle Burg 13           | Bockwindmühle      |     | abgetragen | Wohngebäude (Dahlienweg 6)                                 |                                                                                         | Burg (bei Magdeburg) | Burg (bei Magdeburg)           | 52° 15′ 55,1″ N, 11° 51′ 59,4″ O |      |
| Windmühle Burg 14           | Windmühle Burg 14           | Bockwindmühle      |     | abgetragen | Bismarckturm (Burg bei Magdeburg)                          |                                                                                         | Burg (bei Magdeburg) | Burg (bei Magdeburg)           | 52° 16′ 32,3″ N, 11° 52′ 21,4″ O |      |
| Windmühle Burg 15           | Windmühle Burg 15           | Bockwindmühle      |     | abgetragen | Wohngebäude (Berliner Chaußee 105)                         |                                                                                         | Burg (bei Magdeburg) | Burg (bei Magdeburg)           | 52° 16′ 23,5″ N, 11° 52′ 23,9″ O |      |
| Windmühle Dannigkow         | Windmühle Dannigkow         | Bockwindmühle      |     | abgetragen |                                                            |                                                                                         | Dannigkow            | Gommern                        | 52° 4′ 23,5″ N, 11° 53′ 19,8″ O  |      |
| Windmühle Derben 1          | Windmühle Derben 1          | Bockwindmühle      |     | abgetragen | Brachfläche                                                | Straße wird als „Mühlenstraße“ bezeichnet.                                              | Derben               | Elbe-Parey                     | 52° 24′ 50,4″ N, 11° 59′ 41,3″ O |      |
| Windmühle Derben 2          | Windmühle Derben 2          | Bockwindmühle      |     | abgetragen | Wohngebäude                                                | Straße wird als „Mühlenstraße“ bezeichnet.                                              | Derben               | Elbe-Parey                     | 52° 24′ 55,1″ N, 11° 59′ 52,4″ O |      |
| Windmühle Derbener Berg     | Windmühle Derbener Berg     | Bockwindmühle      |     | abgetragen | Brachfläche                                                | Straße wird als „Mühlenweg“ bezeichnet.                                                 | Derben               | Elbe-Parey                     | 52° 25′ 50,4″ N, 11° 59′ 51,2″ O |      |
| Windmühle Dretzeler Straße  | Windmühle Dretzeler Straße  | Bockwindmühle      |     | abgetragen | Hof mit Wohngebäuden                                       |                                                                                         | Gladau               | Genthin                        | 52° 18′ 41,6″ N, 12° 6′ 0,4″ O   |      |
| Windmühle Ferchland         | Windmühle Ferchland         | Bockwindmühle      |     | abgetragen | Brachfläche                                                |                                                                                         | Ferchland            | Elbe-Parey                     | 52° 26′ 52,4″ N, 12° 0′ 30″ O    |      |
| Windmühle Genthin 1         | Windmühle Genthin 1         | Bockwindmühle      |     | abgetragen | Wohngebäude                                                |                                                                                         | Genthin              | Genthin                        | 52° 24′ 6,9″ N, 12° 8′ 46,6″ O   |      |
| Windmühle Genthin 2         | Windmühle Genthin 2         | Bockwindmühle      |     | abgetragen | Wohngebäude                                                |                                                                                         | Genthin              | Genthin                        | 52° 24′ 2,1″ N, 12° 9′ 52,3″ O   |      |
| Windmühle Gloine            | Windmühle Gloine            | Bockwindmühle      |     | abgetragen | Truppenübungsplatz Altengrabow                             |                                                                                         | Gloine               | Truppenübungsplatz Altengrabow | 52° 10′ 11,2″ N, 12° 13′ 15,6″ O |      |
| Windmühle Gladau            | Windmühle Gladau            | Bockwindmühle      |     | abgetragen |                                                            |                                                                                         | Gladau               | Genthin                        | 52° 18′ 17,8″ N, 12° 5′ 22,3″ O  |      |
| Windmühle Grabow            | Windmühle Grabow            | Bockwindmühle      |     | abgetragen | Landwirtschaftlicher Betrieb (Agrar GbR. Ihleland)         |                                                                                         | Grabow               | Möckern                        | 52° 15′ 3,4″ N, 11° 57′ 47,6″ O  |      |
| Windmühle Groß Mangelsdorf  | Windmühle Groß Mangelsdorf  | Bockwindmühle      |     | abgetragen | Ackerfläche                                                |                                                                                         | Groß Mangelsdorf     | Jerichow                       | 52° 30′ 28,4″ N, 12° 4′ 4,5″ O   |      |
| Windmühle Groß Wulkow       | Windmühle Groß Wulkow       | Bockwindmühle      |     | abgetragen | Brachfläche                                                |                                                                                         | Groß Wulkow          | Jerichow                       | 52° 30′ 6,7″ N, 12° 6′ 59,6″ O   |      |
| Windmühle Gübs              | Windmühle Gübs              | Bockwindmühle      |     | abgetragen |                                                            |                                                                                         | Gübs                 | Biederitz                      | 52° 6′ 54,1″ N, 11° 43′ 59″ O    |      |
| Windmühle Güsen (Voigt)     | Windmühle Güsen (Voigt)     | Bockwindmühle      |     | Ruine      | Hügel mit Überresten des Mühlbocks                         | Straße wird als „Mühlenberg“ bezeichnet.                                                | Güsen                | Elbe-Parey                     | 52° 21′ 11,6″ N, 11° 59′ 4,5″ O  |      |
| Windmühle Hobeck            | Windmühle Hobeck            | Bockwindmühle      |     | abgetragen |                                                            |                                                                                         | Hobeck               | Möckern                        | 52° 4′ 45,5″ N, 12° 2′ 12,4″ O   |      |
| Windmühle Hohenseeden       | Windmühle Hohenseeden       | Bockwindmühle      |     | abgetragen |                                                            |                                                                                         | Hohenseeden          | Elbe-Parey                     | 52° 18′ 56,3″ N, 12° 0′ 24,1″ O  |      |
| Windmühle Hohenwarthe       | Windmühle Hohenwarthe       | Bockwindmühle      |     | abgetragen | Brachfläche                                                |                                                                                         | Hohenwarthe          | Möser                          | 52° 13′ 46,9″ N, 11° 42′ 21,3″ O |      |
| Windmühle Ihleburg 1        | Windmühle Ihleburg 1        | Bockwindmühle      |     | abgetragen | Brachfläche                                                | Straße wird als „Lange Mühlenstraße“ bezeichnet.                                        | Ihleburg             | Burg (bei Magdeburg)           | 52° 19′ 52,1″ N, 11° 54′ 35,2″ O |      |
| Windmühle Ihleburg 2        | Windmühle Ihleburg 2        | Bockwindmühle      |     | abgetragen | Brachfläche                                                | Straße wird als „Lange Mühlenstraße“ bezeichnet.                                        | Ihleburg             | Burg (bei Magdeburg)           | 52° 19′ 57,1″ N, 11° 54′ 40,8″ O |      |
| Windmühle Jerichow 1        | Windmühle Jerichow 1        | Bockwindmühle      |     | abgetragen | Brachfläche                                                |                                                                                         | Jerichow             | Jerichow                       | 52° 29′ 56,9″ N, 12° 1′ 3,3″ O   |      |
| Windmühle Jerichow 2        | Windmühle Jerichow 2        | Bockwindmühle      |     | abgetragen | Brachfläche mit Mühlhügel                                  |                                                                                         | Jerichow             | Jerichow                       | 52° 29′ 50,6″ N, 12° 1′ 11,4″ O  |      |
| Windmühle Jerichow 3        | Windmühle Jerichow 3        | Bockwindmühle      |     | abgetragen | Brachfläche                                                |                                                                                         | Jerichow             | Jerichow                       | 52° 30′ 19,1″ N, 12° 1′ 23,7″ O  |      |
| Windmühle Jerichow 4        | Windmühle Jerichow 4        | Bockwindmühle      |     | abgetragen | Brachfläche                                                |                                                                                         | Jerichow             | Jerichow                       | 52° 29′ 38,4″ N, 12° 1′ 29″ O    |      |
| Windmühle Jerichow 5        | Windmühle Jerichow 5        | Bockwindmühle      |     | abgetragen | Brachfläche                                                |                                                                                         | Jerichow             | Jerichow                       |                                  |      |
| Windmühle Jerichow 6        | Windmühle Jerichow 6        | Bockwindmühle      |     | abgetragen | Brachfläche                                                |                                                                                         | Jerichow             | Jerichow                       | 52° 29′ 53,3″ N, 12° 1′ 49,5″ O  |      |
| Windmühle Kade 1            | Windmühle Kade 1            | Bockwindmühle      |     | abgetragen | Brachfläche                                                |                                                                                         | Kade                 | Jerichow                       | 52° 22′ 43,9″ N, 12° 15′ 41,4″ O |      |
| Windmühle Kade 2            | Windmühle Kade 2            | Bockwindmühle      |     | abgetragen | Brachfläche                                                |                                                                                         | Kade                 | Jerichow                       | 52° 22′ 33,7″ N, 12° 15′ 59,7″ O |      |
| Windmühle Kade 3            | Windmühle Kade 3            | Bockwindmühle      |     | abgetragen | Ackerfläche                                                |                                                                                         | Kade                 | Jerichow                       | 52° 23′ 5,1″ N, 12° 16′ 7,9″ O   |      |
| Windmühle Kade 4            | Windmühle Kade 4            | Bockwindmühle      |     | abgetragen | Ackerfläche                                                |                                                                                         | Kade                 | Jerichow                       | 52° 22′ 31,3″ N, 12° 16′ 27,7″ O |      |
| Windmühle Karith            | Windmühle Karith            | Bockwindmühle      |     | abgetragen | Umzäunte Fläche                                            |                                                                                         | Karith               | Gommern                        | 52° 6′ 35,8″ N, 11° 50′ 19,3″ O  |      |
| Windmühle Karow 1           | Windmühle Karow 1           | Bockwindmühle      |     | abgetragen | Ackerfläche                                                |                                                                                         | Karow                | Jerichow                       | 52° 20′ 24,5″ N, 12° 16′ 15,4″ O |      |
| Windmühle Karow 2           | Windmühle Karow 2           | Bockwindmühle      |     | abgetragen | Ackerfläche                                                |                                                                                         | Karow                | Jerichow                       | 52° 20′ 21,9″ N, 12° 16′ 16″ O   |      |
| Windmühle Klein Mangelsdorf | Windmühle Klein Mangelsdorf | Bockwindmühle      |     | abgetragen | Ackerfläche                                                |                                                                                         | Klein Mangelsdorf    | Jerichow                       | 52° 30′ 48,5″ N, 12° 5′ 49,2″ O  |      |
| Windmühle Klein Wulkow 1    | Windmühle Klein Wulkow 1    | Bockwindmühle      |     | abgetragen | Ackerfläche                                                |                                                                                         | Klein Wulkow         | Jerichow                       | 52° 29′ 8,9″ N, 12° 6′ 46,8″ O   |      |
| Windmühle Klein Wulkow 2    | Windmühle Klein Wulkow 2    | Bockwindmühle      |     | abgetragen | Ackerfläche                                                |                                                                                         | Klein Wulkow         | Jerichow                       | 52° 29′ 4,4″ N, 12° 7′ 4″ O      |      |
| Windmühle Klein Wusterwitz  | Windmühle Klein Wusterwitz  | Bockwindmühle      |     | abgetragen | Ackerfläche                                                |                                                                                         | Klein Wusterwitz     | Jerichow                       | 52° 27′ 6,4″ N, 12° 14′ 51,4″ O  |      |
| Windmühle Körbelitz         | Windmühle Körbelitz         | Bockwindmühle      |     | abgetragen | Mühlhügel                                                  |                                                                                         | Körbelitz            | Möser                          | 52° 11′ 5,8″ N, 11° 47′ 0,2″ O   |      |
| Windmühle Leitzkau          | Windmühle Leitzkau          | Bockwindmühle      |     | abgetragen |                                                            |                                                                                         | Leitzkau             | Gommern                        | 52° 2′ 50,2″ N, 11° 56′ 36,7″ O  |      |
| Windmühle Loburg            | Windmühle Loburg            | Bockwindmühle      |     | abgetragen | Brachfläche mit Mühlhügel                                  |                                                                                         | Loburg               | Möckern                        | 52° 6′ 29,9″ N, 12° 3′ 59,6″ O   |      |
| Windmühle Lostau 1          | Windmühle Lostau 1          | Bockwindmühle      |     | abgetragen | Wohngebäude                                                | Straße wird als „Am Mühlberg“ bezeichnet.                                               | Lostau               | Möser                          | 52° 12′ 22,2″ N, 11° 44′ 34,2″ O |      |
| Windmühle Lostau 2          | Windmühle Lostau 2          | Bockwindmühle      |     | abgetragen | Wohngebäude                                                | Straße wird als „Am Mühlberg“ bezeichnet.                                               | Lostau               | Möser                          | 52° 12′ 22,4″ N, 11° 44′ 53,3″ O |      |
| Windmühle Lübars            | Windmühle Lübars            | Bockwindmühle      |     | abgetragen |                                                            |                                                                                         | Lübars               | Möckern                        | 52° 10′ 4,8″ N, 12° 7′ 8,9″ O    |      |
| Windmühle Lübs              | Windmühle Lübs              | Bockwindmühle      |     | abgetragen |                                                            |                                                                                         | Lübs                 | Gommern                        | 52° 1′ 3″ N, 11° 56′ 35,3″ O     |      |
| Windmühle Lühe              | Windmühle Lühe              | Bockwindmühle      |     | abgetragen |                                                            |                                                                                         | Lühe                 | Möckern                        | 52° 9′ 24,2″ N, 11° 56′ 59,4″ O  |      |
| Windmühle Menz              | Windmühle Menz              | Bockwindmühle      |     | abgetragen |                                                            |                                                                                         | Menz                 | Gommern                        | 52° 6′ 58,5″ N, 11° 46′ 13,3″ O  |      |
| Windmühle Möckern           | Windmühle Möckern           | Bockwindmühle      |     | abgetragen |                                                            | Straße wird als „Mühlenstraße“ bezeichnet.                                              | Möckern              | Möckern                        | 52° 8′ 34,1″ N, 11° 56′ 29,1″ O  |      |
| Windmühle Mützel            | Windmühle Mützel            | Bockwindmühle      |     | abgetragen | Wohngebäude                                                | Straße wird als „Windmühlenweg“ bezeichnet. Straße wird als „An der Mühle“ bezeichnet.  | Mützel               | Genthin                        | 52° 22′ 21″ N, 12° 10′ 27,7″ O   |      |
| Windmühle Nedlitz           | Windmühle Nedlitz           | Bockwindmühle      |     | abgetragen | Wiese                                                      | Straße wird als „Mühlberg“ bezeichnet.                                                  | Nedlitz              | Gommern                        | 52° 7′ 32,7″ N, 11° 50′ 2,4″ O   |      |
| Windmühle Niegripp          | Windmühle Niegripp          | Bockwindmühle      |     | abgetragen | Wohngebäude                                                | Straße wird als „Am Mühlberg“ bezeichnet.                                               | Niegripp             | Burg (bei Magdeburg)           | 52° 15′ 34,4″ N, 11° 45′ 13,5″ O |      |
| Windmühle Nielebock 1       | Windmühle Nielebock 1       | Bockwindmühle      |     | abgetragen | Ackerfläche                                                |                                                                                         | Nielebock            | Jerichow                       | 52° 26′ 13,8″ N, 12° 3′ 26,5″ O  |      |
| Windmühle Nielebock 2       | Windmühle Nielebock 2       | Bockwindmühle      |     | abgetragen | Brachfläche                                                |                                                                                         | Nielebock            | Jerichow                       | 52° 26′ 14,6″ N, 12° 3′ 37,8″ O  |      |
| Windmühle Paplitz 1         | Windmühle Paplitz 1         | Bockwindmühle      |     | abgetragen | Ackerfläche                                                |                                                                                         | Paplitz              | Genthin                        | 52° 16′ 4,2″ N, 12° 13′ 59,7″ O  |      |
| Windmühle Paplitz 2         | Windmühle Paplitz 2         | Bockwindmühle      |     | abgetragen | Ackerfläche                                                |                                                                                         | Paplitz              | Genthin                        | 52° 16′ 56,9″ N, 12° 14′ 18,8″ O |      |
| Windmühle Parchau 1         | Windmühle Parchau 1         | Bockwindmühle      |     | abgetragen | Brachfläche                                                | Straße wird als „Mühlenstraße“ bezeichnet.                                              | Parchau              | Burg (bei Magdeburg)           | 52° 19′ 8,8″ N, 11° 52′ 42,9″ O  |      |
| Windmühle Parchau 2         | Windmühle Parchau 2         | Bockwindmühle      |     | abgetragen | Wohngebäude                                                | Straße wird als „Mühlenstraße“ bezeichnet.                                              | Parchau              | Burg (bei Magdeburg)           | 52° 19′ 7,7″ N, 11° 52′ 52,4″ O  |      |
| Windmühle Parchau 3         | Windmühle Parchau 3         | Bockwindmühle      |     | abgetragen | Wohngebäude                                                |                                                                                         | Parchau              | Burg (bei Magdeburg)           | 52° 15′ 34,4″ N, 11° 45′ 13,5″ O |      |
| Windmühle Parchen           | Windmühle Parchen           | Bockwindmühle      |     | abgetragen |                                                            |                                                                                         | Parchen              | Genthin                        | 52° 19′ 22,3″ N, 11° 53′ 32,6″ O |      |
| Windmühle Parey 1           | Windmühle Parey 1           | Bockwindmühle      |     | abgetragen | Wohngebäude                                                |                                                                                         | Parey                | Elbe-Parey                     | 52° 22′ 43,3″ N, 11° 58′ 45,4″ O |      |
| Windmühle Parey 2           | Windmühle Parey 2           | Bockwindmühle      |     | abgetragen | Brachfläche                                                |                                                                                         | Parey                | Elbe-Parey                     | 52° 22′ 36″ N, 11° 58′ 46,6″ O   |      |
| Windmühle Parey 3           | Windmühle Parey 3           | Bockwindmühle      |     | abgetragen | Brachfläche                                                |                                                                                         | Parey                | Elbe-Parey                     | 52° 23′ 8,3″ N, 11° 59′ 44,4″ O  |      |
| Windmühle Parey 4           | Windmühle Parey 4           | Bockwindmühle      |     | abgetragen | Brachfläche                                                |                                                                                         | Parey                | Elbe-Parey                     | 52° 23′ 7,2″ N, 11° 59′ 51,6″ O  |      |
| Windmühle Redekin           | Windmühle Redekin           | Bockwindmühle      |     | abgetragen | Brachfläche                                                |                                                                                         | Redekin              | Jerichow                       | 52° 28′ 5,6″ N, 12° 4′ 8,4″ O    |      |
| Windmühle Reesen 1          | Windmühle Reesen 1          | Bockwindmühle      |     | abgetragen | Ackerfläche                                                |                                                                                         | Ressen               | Burg (bei Magdeburg)           | 52° 17′ 6,9″ N, 11° 56′ 2,5″ O   |      |
| Windmühle Reesen 2          | Windmühle Reesen 2          | Bockwindmühle      |     | abgetragen | Wohngebäude                                                | Gasthaus „Zur Mühle“                                                                    | Ressen               | Burg (bei Magdeburg)           | 52° 16′ 56,5″ N, 11° 56′ 7,4″ O  |      |
| Windmühle Rosian            | Windmühle Rosian            | Bockwindmühle      |     | abgetragen | Wohngebäude                                                |                                                                                         | Rosian               | Möckern                        | 52° 5′ 32,4″ N, 12° 8′ 19,2″ O   |      |
| Windmühle Tryppehna         | Windmühle Tryppehna         | Bockwindmühle      |     | abgetragen |                                                            |                                                                                         | Tryppehna            | Möckern                        | 52° 10′ 3,3″ N, 11° 54′ 37,9″ O  |      |
| Windmühle Schartau 1        | Windmühle Schartau 1        | Bockwindmühle      |     | abgetragen | Wohngebäude und Garten                                     |                                                                                         | Schartau             | Burg (bei Magdeburg)           | 52° 17′ 13,5″ N, 11° 47′ 6,8″ O  |      |
| Windmühle Schartau 2        | Windmühle Schartau 2        | Bockwindmühle      |     | abgetragen | Wohngebäude                                                |                                                                                         | Schartau             | Burg (bei Magdeburg)           | 52° 17′ 17,1″ N, 11° 47′ 29,3″ O |      |
| Windmühle Schlagenthin 1    | Windmühle Schlagenthin 1    | Bockwindmühle      |     | abgetragen | Wohngebäude                                                |                                                                                         | Schlagenthin         | Jerichow                       | 52° 27′ 41,9″ N, 12° 16′ 32,2″ O |      |
| Windmühle Schlagenthin 2    | Windmühle Schlagenthin 2    | Bockwindmühle      |     | abgetragen | Spielplatz                                                 | Straße wird als „Mühlenweg“ bezeichnet.                                                 | Schlagenthin         | Jerichow                       | 52° 27′ 55″ N, 12° 17′ 2,7″ O    |      |
| Windmühle Schlagenthin 3    | Windmühle Schlagenthin 3    | Bockwindmühle      |     | abgetragen | Ackerfläche                                                |                                                                                         | Schlagenthin         | Jerichow                       | 52° 27′ 47,3″ N, 12° 17′ 4,7″ O  |      |
| Windmühle Schweinitz        | Windmühle Schweinitz        | Bockwindmühle      |     | abgetragen | Sendemast                                                  |                                                                                         | Schweinitz           | Möckern                        | 52° 6′ 36,9″ N, 12° 11′ 11,6″ O  |      |
| Windmühle Stegelitz         | Windmühle Stegelitz         | Bockwindmühle      |     | abgetragen |                                                            |                                                                                         | Stegelitz            | Möckern                        | 52° 11′ 9,5″ N, 11° 54′ 8,7″ O   |      |
| Windmühle Vehlitz           | Windmühle Vehlitz           | Bockwindmühle      |     | abgetragen | Ackerfläche                                                |                                                                                         | Vehlitz              | Gommern                        | 52° 6′ 37,1″ N, 11° 52′ 56″ O    |      |
| Windmühle Wahlitz           | Windmühle Wahlitz           | Bockwindmühle      |     | abgetragen |                                                            |                                                                                         | Wahlitz              | Gommern                        | 52° 6′ 32,4″ N, 11° 47′ 9″ O     |      |
| Windmühle Woltersdorf       | Windmühle Woltersdorf       | Bockwindmühle      |     | abgetragen | Brachfläche                                                |                                                                                         | Woltersdorf          | Biederitz                      | 52° 9′ 34,3″ N, 11° 46′ 21,8″ O  |      |
| Windmühle Wörmlitz          | Windmühle Wörmlitz          | Bockwindmühle      |     | abgetragen | Ackerfläche                                                |                                                                                         | Wörmlitz             | Möckern                        | 52° 9′ 47,8″ N, 11° 50′ 43,1″ O  |      |
| Windmühle Zeddenick         | Windmühle Zeddenick         | Bockwindmühle      |     | abgetragen |                                                            |                                                                                         | Zeddenick            | Möckern                        | 52° 8′ 47,2″ N, 11° 53′ 59,7″ O  |      |
| Windmühle Zerben            | Windmühle Zerben            | Bockwindmühle      |     | abgetragen | Brachfläche                                                |                                                                                         | Zerben               | Elbe-Parey                     | 52° 20′ 59,7″ N, 11° 56′ 45,8″ O |      |
| Windmühle Ziepel            | Windmühle Ziepel            | Bockwindmühle      |     | abgetragen |                                                            |                                                                                         | Ziepel               | Möckern                        | 52° 9′ 15,5″ N, 11° 52′ 15,9″ O  |      |

## Liste der erhaltenen Wasser- und Papiermühlen
In der Liste finden sich 19 Wassermühlen und 3 Papiermühlen.
| Bild | Name der Mühle            | Name der Mühle            | Typ                    | Gewässer        | Zustand                                                                        | Ortschaft            | Gemeinde             | Koordinaten                      |
| ---- | ------------------------- | ------------------------- | ---------------------- | --------------- | ------------------------------------------------------------------------------ | -------------------- | -------------------- | -------------------------------- |
|      | Ahrends Mühle             | Ahrends Mühle             | Wassermühle            | Gloine          | Wirtschaftsgebäude bestehen noch und wurden zu Wohngebäuden umgebaut.          | Waldhof              | Möckern              |                                  |
|      | Bocksmühle                | Bocksmühle                | Wassermühle            | Beeke           | erhalten, restauriert und zu Wohnhaus und Gastronomischer Einrichtung umgebaut | Schermen             | Möser                | 52° 14′ 2″ N, 11° 47′ 54,2″ O    |
|      | Bundes Mühle              | Schwerdtners Mühle (1891) | Wassermühle            | Drewitzer Bach  | Wirtschaftsgebäude bestehen noch und wurden zu Wohngebäuden umgebaut.          | Drewitz              | Möckern              | 52° 13′ 22,8″ N, 12° 9′ 50,5″ O  |
|      | Els Mühle                 | Els Mühle                 | Wassermühle            | Ihle            | erhalten, restauriert und zu Wohnhaus umgebaut                                 | Hohenziatz           | Möckern              | 52° 11′ 4,1″ N, 12° 2′ 25,1″ O   |
|      | Klappermühle Friedensau   | Klappermühle Friedensau   | Wassermühle            | Ihle            | Älteste erhaltene Gebäude in Friedensau.                                       | Friedensau           | Möckern              |                                  |
|      | Schloßmühle Gommern       | Schloßmühle Gommern       | Wassermühle            | Ehle            | erhalten, restauriert                                                          | Gommern              | Gommern              |                                  |
|      | Papiermühle Dreibachen    | Papiermühle Dreibachen    | Papiermühle            | Dreibach        | Wirtschaftsgebäude bestehen noch und wurden zu Wohngebäuden umgebaut.          | Dreibachen           | Genthin              |                                  |
|      | Papiermühle Gottesforth   | Papiermühle Gottesforth   | Papiermühle            | Dreibach        | Wirtschaftsgebäude bestehen noch und wurden zu Wohngebäuden umgebaut.          | Gottesforth          | Genthin              |                                  |
|      | Papiermühle Grünthal      | Papiermühle Grünthal      | Papiermühle            | Ihle            | erhalten, restauriert und zu Wohnhaus umgebaut                                 | Grünthal             | Möckern              | 52° 13′ 8,4″ N, 11° 57′ 32,5″ O  |
|      | Kupferhammer Mühle        | Kupferhammer Mühle        | Wassermühle            | Gloine          | Wirtschaftsgebäude bestehen noch und wurden zu Wohngebäuden umgebaut.          | Dörnitz              | Möckern              |                                  |
|      | Külzauer Mühle (Hubertus) | Külzauer Mühle (Hubertus) | Wassermühle            | Beeke           | Wirtschaftsgebäude bestehen noch und wurden zu Wohngebäuden umgebaut.          | Hubertus (Schermen)  | Möser                | 52° 13′ 50,2″ N, 11° 47′ 55,5″ O |
|      | Wassermühle Loburg        | Wassermühle Loburg        | Wassermühle            | Bomsdorfer Bach | erhalten, restauriert und zu Wohnhaus umgebaut                                 | Loburg               | Möckern              | 52° 7′ 2,6″ N, 12° 4′ 22″ O      |
|      | Mühlenwerke Lüttgenziatz  | Mühlenwerke Lüttgenziatz  | Wasser- und Dampfmühle | Ihle            | Fabrikgebäude sind noch erhalten stehen aber weitestgehend leer.               | Lüttgenziatz         | Möckern              |                                  |
|      | Landmühle Möckern         | Landmühle Möckern         | Wasser- und Dampfmühle | Rottgraben      | Fabrikgebäude sind noch erhalten                                               | Möckern              | Möckern              | 52° 8′ 35,6″ N, 11° 57′ 9,9″ O   |
|      | Neue Mühle Vogelsang      | Neue Mühle Vogelsang      | Wassermühle            | Ehle            | erhalten, restauriert und zu Pferdehof umgebaut                                | Vogelsang            | Gommern              | 52° 4′ 53,3″ N, 11° 47′ 11,1″ O  |
|      | Wassermühle Parchen       | Wassermühle Parchen       | Wassermühle            | Parchener Bach  | erhalten, restauriert und zu Wohnhaus umgebaut                                 | Parchen              | Genthin              | 52° 21′ 11,9″ N, 12° 5′ 11″ O    |
|      | Schads Mühle              | Neumanns Mühle (1891)     | Wassermühle            | Drewitzer Bach  | erhalten, restauriert und zu Wohnhaus umgebaut                                 | Drewitz              | Möckern              |                                  |
|      | Stadtmühle Burg           | Stadtmühle Burg           | Wassermühle            | Ihle            | erhalten, restauriert und zu Wohnhaus umgebaut                                 | Burg (bei Magdeburg) | Burg (bei Magdeburg) | 52° 16′ 18″ N, 11° 51′ 37,2″ O   |
|      | Obermühle Tucheim         | Obermühle Tucheim         | Wassermühle            | Großer Mühlbach | erhalten, restauriert und zu Wohnhaus umgebaut                                 | Tucheim              | Genthin              | 52° 17′ 15,9″ N, 12° 10′ 29,3″ O |
|      | Untermühle Tucheim        | Untermühle Tucheim        | Wassermühle            | Tucheimer Bach  | erhalten, restauriert und zu Wohnhaus umgebaut                                 | Tucheim              | Genthin              | 52° 17′ 41,7″ N, 12° 10′ 37,6″ O |
|      | Wolfshagen Mühle          | Wolfshagen Mühle          | Wassermühle            | Ihle            | Wirtschaftsgebäude bestehen noch und wurden zu Wohngebäuden umgebaut.          | Burg (bei Magdeburg) | Burg (bei Magdeburg) | 52° 15′ 50,8″ N, 11° 55′ 17,3″ O |
|      | Zänker Mühle              | Zänker Mühle              | Wassermühle            | Ihle            | weitgehend erhalten, erneuert, produziert immer noch Mehl                      | Gütter               | Burg (bei Magdeburg) | 52° 16′ 2″ N, 11° 54′ 29,9″ O    |

## Liste der bekannten abgebrochenen Wasser- und Papiermühlen
In der Liste finden sich 31 abgetragene Wassermühlen und 1 Papiermühle.
| Name der Mühle               | Name der Mühle               | Name der Mühle               | Typ         | Gewässer           | Zustand                               | Heutige Nutzung der Fläche              | Namensgebend                                                                      | Ortschaft            | Gemeinde                       | Koordinaten                      | Bild |
| ---------------------------- | ---------------------------- | ---------------------------- | ----------- | ------------------ | ------------------------------------- | --------------------------------------- | --------------------------------------------------------------------------------- | -------------------- | ------------------------------ | -------------------------------- | ---- |
| Bergmühle Gütter             | Bergmühle Gütter             | Bergmühle Gütter             | Wassermühle | Ihle               | abgetragen                            |                                         | Straße wird als „Bergmühle“ bezeichnet.                                           | Gütter               | Burg (bei Magdeburg)           | 52° 16′ 4,8″ N, 11° 53′ 49,9″ O  |      |
| Ihlemühle Burg               | Krausen Mühle                | Killmey Mühle                | Wassermühle | Ihle               | Ruine                                 |                                         |                                                                                   | Burg (bei Magdeburg) | Burg (bei Magdeburg)           | 52° 16′ 16,1″ N, 11° 52′ 6,1″ O  |      |
| Jürgensmühle                 | Jürgensmühle                 | Jürgensmühle                 | Wassermühle | Ihle               | abgetragen                            |                                         | Straße wird als „Jürgensmühle“ bezeichnet.                                        | Bärwinkel - Grabow   | Möckern                        | 52° 13′ 39,7″ N, 11° 57′ 13,1″ O |      |
| Kiepelmühle                  | Kiepelmühle                  | Kiepelmühle                  | Wassermühle | Ehle               | abgetragen                            |                                         |                                                                                   |                      |                                |                                  |      |
| Klappermühle an der Ziepra   | Klappermühle an der Ziepra   | Klappermühle an der Ziepra   | Wassermühle | Ziepra             | abgetragen                            |                                         |                                                                                   | Ladeburg             | Gommern                        | 52° 4′ 44,7″ N, 11° 59′ 2,7″ O   |      |
| Mahlmühle Ringelsdorf        | Mahlmühle Ringelsdorf        | Mahlmühle Ringelsdorf        | Wassermühle | Ringelsdorfer Bach | abgetragen                            |                                         |                                                                                   | Ringelsdorf          | Genthin                        | 52° 14′ 51,7″ N, 12° 8′ 30,9″ O  |      |
| Neue Mühle Magdeburgerforth  | Neue Mühle Magdeburgerforth  | Neue Mühle Magdeburgerforth  | Papiermühle | Gloine             | abgetragen                            |                                         |                                                                                   | Magdeburgerforth     | Möckern                        | 52° 14′ 12,5″ N, 12° 11′ 27,1″ O |      |
| Padden Mühle                 | Paradies Mühle               | Paradies Mühle               | Wassermühle | Beeke              | abgetragen                            |                                         | Straße wird als „Paddenmühle“ bezeichnet.                                         | Burg (bei Magdeburg) | Burg (bei Magdeburg)           | 52° 16′ 17,9″ N, 11° 49′ 41,3″ O |      |
| Polzuhnsche Mühle            | Polzuhnsche Mühle            | Polzuhnsche Mühle            | Wassermühle | Ihle               | Ruine                                 |                                         |                                                                                   | Polzuhn / Grabow     | Möckern                        | 52° 15′ 42,6″ N, 11° 56′ 28″ O   |      |
| Pottmühle Ringelsdorf        | Pottmühle Ringelsdorf        | Pottmühle Ringelsdorf        | Wassermühle | Ringelsdorfer Bach | abgetragen                            |                                         |                                                                                   | Ringelsdorf          | Genthin                        | 52° 15′ 13,5″ N, 12° 9′ 23″ O    |      |
| Puhlmühle Körbelitz          | Puhlmühle Körbelitz          | Puhlmühle Körbelitz          | Wassermühle | Mühlgraben         | abgetragen                            | Brachfläche mit zugewachsenem Mühlteich | Straße wird als „Puhlmühle“ bezeichnet. Graben wird als „Mühl-Graben“ bezeichnet. | Körbelitz            | Möser                          | 52° 11′ 17,2″ N, 11° 45′ 35,2″ O |      |
| Riesdorfer Mühle             | Riesdorfer Mühle             | Riesdorfer Mühle             | Wassermühle | Ihle               | abgetragen                            |                                         |                                                                                   | Riesdorf             | Möckern                        | 52° 10′ 13,6″ N, 12° 4′ 37,9″ O  |      |
| Rote Mühle Burg              | Rote Mühle Burg              | Rote Mühle Burg              | Wassermühle | Beeke              | abgetragen                            |                                         |                                                                                   | Burg (bei Magdeburg) | Burg (bei Magdeburg)           |                                  |      |
| Walkmühle                    | Walkmühle                    | Walkmühle                    | Wassermühle | Ihle               | abgetragen                            |                                         |                                                                                   | Burg (bei Magdeburg) | Burg (bei Magdeburg)           | 52° 17′ 14,5″ N, 11° 51′ 49,4″ O |      |
| Wassermühle Dörnitz          | Wassermühle Dörnitz          | Wassermühle Dörnitz          | Wassermühle | Gloine             | abgetragen                            |                                         |                                                                                   | Dörnitz              |                                |                                  |      |
| Wassermühle Dretzel          | Wassermühle Dretzel          | Wassermühle Dretzel          | Wassermühle | Bache              | abgetragen                            |                                         |                                                                                   | Dretzel              | Genthin                        | 52° 18′ 52,5″ N, 12° 6′ 24,4″ O  |      |
| Wassermühle Gladau           | Wassermühle Gladau           | Wassermühle Gladau           | Wassermühle | Bache              | abgetragen                            |                                         | Straße wird als „Zur Mühle“ bezeichnet.                                           | Gladau               | Genthin                        | 52° 18′ 7″ N, 12° 5′ 43,6″ O     |      |
| Wassermühle Grabow           | Wassermühle Grabow           | Wassermühle Grabow           | Wassermühle | Ihle               | abgetragen                            | Wohngebäude                             | Straße wird als „An der Wassermühle“ bezeichnet.                                  | Grabow               | Möckern                        | 52° 14′ 49,7″ N, 11° 57′ 28,9″ O |      |
| Wassermühle Krüssau          | Wassermühle Krüssau          | Wassermühle Krüssau          | Wassermühle | Bache              | abgetragen, Mühlteich ist zugewachsen |                                         |                                                                                   | Krüssau              | Möckern                        | 52° 12′ 33,1″ N, 12° 11′ 53,9″ O |      |
| Wassermühle Küsel            | Wassermühle Küsel            | Wassermühle Küsel            | Wassermühle | Bache              | abgetragen, Mühlteich ist zugewachsen |                                         |                                                                                   | Küsel                | Möckern                        | 52° 13′ 52,4″ N, 12° 4′ 17,9″ O  |      |
| Wassermühle Magdeburgerforth | Wassermühle Magdeburgerforth | Wassermühle Magdeburgerforth | Wassermühle | Gloine             | abgetragen, Mühlteich ist erhalten    | Wohngebäude                             |                                                                                   | Magdeburgerforth     | Möckern                        | 52° 13′ 42,3″ N, 12° 11′ 38″ O   |      |
| Wassermühle Möckern          | Wassermühle Möckern          | Wassermühle Möckern          | Wassermühle | Ehle               | abgetragen                            |                                         | Straße wird als „Mühlenweg“ bezeichnet.                                           | Möckern              | Möckern                        | 52° 8′ 15,5″ N, 11° 57′ 0″ O     |      |
| Wassermühle Neuenklitsche    | Wassermühle Neuenklitsche    | Wassermühle Neuenklitsche    | Wassermühle | Stremme            | abgetragen                            | Wohngebäude                             |                                                                                   | Neuenklitsche        | Jerichow                       | 52° 28′ 41,6″ N, 12° 14′ 2,6″ O  |      |
| Wassermühle Padegrim         | Wassermühle Padegrim         | Wassermühle Padegrim         | Wassermühle | Ehle               | abgetragen                            | Wohngebäude                             | Straße wird als „Padegrim-Mühle“ bezeichnet.                                      | Padegrim             | Möckern                        | 52° 7′ 3,1″ N, 12° 3′ 36,1″ O    |      |
| Wassermühle Rosenkrug        | Wassermühle Rosenkrug        | Wassermühle Rosenkrug        | Wassermühle | Dreibach           | abgetragen                            | Truppenübungsplatz Altengrabow          |                                                                                   | Rosenkrug            | Truppenübungsplatz Altengrabow | 52° 12′ 45,7″ N, 12° 13′ 37,2″ O |      |
| Wassermühle Roßdorf          | Wassermühle Roßdorf          | Wassermühle Roßdorf          | Wassermühle | Stremme            | abgetragen                            | Wohngebäude                             | Straße wird als „An der Mühle“ bezeichnet.                                        | Roßdorf              | Jerichow                       | 52° 25′ 41,2″ N, 12° 12′ 19,3″ O |      |
| Wassermühle Schopsdorf       | Wassermühle Schopsdorf       | Wassermühle Schopsdorf       | Wassermühle | Dreibach           |                                       | Wohngebäude                             |                                                                                   | Schopsdorf           | Genthin                        | 52° 14′ 1,9″ N, 12° 13′ 40,5″ O  |      |
| Wassermühle Theeßen          | Wassermühle Theeßen          | Wassermühle Theeßen          | Wassermühle | Bache              | abgetragen, Mühlteich ist zugewachsen |                                         |                                                                                   | Theeßen              | Möckern                        | 52° 14′ 31,2″ N, 12° 2′ 58,3″ O  |      |
| Wassermühle Vehlitz          | Wassermühle Vehlitz          | Wassermühle Vehlitz          | Wassermühle | Ehle               | abgetragen                            | Wohngebäude                             |                                                                                   | Vehlitz              | Gommern                        | 52° 6′ 8,8″ N, 11° 52′ 49,1″ O   |      |
| Wassermühle Zabakuck         | Wassermühle Zabakuck         | Wassermühle Zabakuck         | Wassermühle | Stremme            | abgetragen                            | Wohngebäude                             |                                                                                   | Zabakuck             | Jerichow                       | 52° 27′ 14,3″ N, 12° 13′ 24,1″ O |      |
| Wassermühle Zeppernick       | Wassermühle Zeppernick       | Wassermühle Zeppernick       | Wassermühle | Ehle               | abgetragen                            |                                         |                                                                                   | Zeppernick           | Möckern                        | 52° 7′ 38,5″ N, 12° 1′ 37,3″ O   |      |

- Karte mit allen Koordinaten:
- OSM |
- WikiMap